# ريكاردو جيسوس
ريكاردو جيسوس (بالبرتغالية: Ricardo Jesus‏) (16 مايو 1985 بكامبيناس في البرازيل - ) هو لاعب كرة قدم برازيلي في مركز الهجوم. لعب مع أتلتيكو غويانيينسي وجمعية بورتوغيزا الرياضية ونادي أفاي لكرة القدم ونادي إنترناسيونال ونادي بونتي بريتا ونادي تيخوانا ونادي سيسكا موسكو ونادي فورتاليزا ونادي لاريسا ونادي كيريتارو وسبارتاك نالتشيك وThai Honda F.C. ‏.

## وصلات خارجية
- ريكاردو جيسوس على موقع قاعدة بيانات كرة القدم.إي يو (الإنجليزية)
- ريكاردو جيسوس على موقع Soccerway.com (الإنجليزية)
- ريكاردو جيسوس على موقع عالم كرة القدم.نت (الإنجليزية)
- ريكاردو جيسوس على موقع AS.com (الإسبانية)